# Мечкерёва (приток Анадыря)
Мечкерёва (Ёмраваам ) — река на Дальнем Востоке России, приток Анадыря. Протекает по территории Анадырского района Чукотского автономного округа. Длина реки — 134 км. Устье на 929 км по правому берегу р. Анадырь. Водосборная площадь 3710 км².
Согласно ЭСБЕ: «Мечкерева — река Приморской области, Анадырского округа, вытекает из Станового хребта, на границе с Якутской областью; правый приток Анадыря. Имеет несколько притоков, течет в гористой местности; длина около 90 верст».

## Притоки
- 15 км: река Тыткун
- 20 км: ручьи руч. Росомаший
- 25 км: река Сборная
- 31 км: ручьи руч. Боровичный
- 35 км: ручьи руч. Скучный
- 45 км: река Кайёмраваам (в верховье Левый Кайёмраваам)
- 55 км: река Средний Кайёмраваам
- 58 км: река Скрытная
- 59 км: река Верхний Кайёмраваам
- 66 км: ручьи руч. Извилистый
- 75 км: река Шумная
- 82 км: река без названия
- 91 км: ручьи руч. Комариный
- 95 км: река Сбросовая
- 102 км: ручьи руч. Волчий
- 110 км: река Ледянка
- 112 км: река без названия